# Los únicos
Los únicos é uma telenovela argentina produzida pela Pol-ka Producciones e exibida pelo Canal 13 entre 7 de fevereiro de 2011 e 11 de maio de 2012.

## Sinopse

### Primeira Temporada
Desta vez, os Unicos são recrutados pelo filantropo Alfredo Monterrey (André) que dedicou sua vida à criação e implementação destas equipes em diferentes partes do mundo e é responsável também das operações. A sua missão atual é completar a formação da equipe argentina, cuja residência física é um enigma. Para este fim, deve chamar de "o melhor" com a ajuda de seu fiel assistente de Soraya (Fontan). Eles formam um pelotão único que terá de enfrentar não apenas aqueles que estão tentando desestabilizar o sistema - como o vilão "Livio Muzak" (Belloso) inimigo número um de Monterrey e "Ronco Milevich" (Posca) outra violenta e cruel criminoso - mas também as flutuações nos links próprio grupo, amigável e aqueles que vêm ao romantismo, mesmo sabendo que, de acordo com os protocolos de integração não pode se relacionar afetivamente.

### Segunda Temporada
Axel acorda no céu onde ele tenta voltar à vida através de uma porta com grades. Não é um encontro com Deus (Enrique Pinti), que lhe diz para ser enviado de volta à vida, com um novo presente, como punição por erros em sua vida. Os agentes não conseguirá evitar que as detona bomba, apesar de atingirem protegida. No entanto, o dispositivo não foi um explosivo comum, mas continha um produto químico que mataria. Como conseguiu escapar a tempo, o produto químico pouco afetadas. Ele não terminou com as suas vidas, mas, no entanto, rapidamente começam a notar algumas mudanças. Toxic especial a bomba, longe de matá-los, fez mais poderoso: agora os seus dons vai sofrer mutação, e alcançar novos habilidades.Por Enquanto isso, Dreyfus formar a brigada "Anti-Sole" para avançar seus planos malignos.

## Elenco
| Ator                  | Personagem                 | Temporadas  | Temporadas  |
| Ator                  | Personagem                 | 1           | 2           |
| --------------------- | -------------------------- | ----------- | ----------- |
| Mariano Martínez      | Diego Rouvier              | Principal   | Convidado   |
| Nicolás Cabré         | Axel Etcheverry            | Principal   | Principal   |
| Griselda Siciliani    | María Soledad Marini       | Principal   | Convidado   |
| Nicolás Vázquez       | Ruben Hagi                 | Principal   | Principal   |
| Eugenia Tobal         | Rosario Ahumada            | Antagonista | Antagonista |
| Marcelo Mazzarello    | Adolfo Fortuna             | Secundário  | Secundário  |
| Pepe Monje            | Hugo Albarracín            | Principal   |             |
| Victorio D´Alessandro | Ciro Funes                 |             | Principal   |
| María Eugenia Suárez  | Sofía Reyes                | Convidada   | Principal   |
| Pilar Gamboa          | Violeta Morano             | Principal   |             |
| Jimena Barón          | María Paula "Poly" Said    | Secundário  | Convidada   |
| Claudia Fontán        | Solaya Bismarck            | Secundário  | Secundário  |
| Arnaldo André         | Alfredo Monterrey          | Secundário  |             |
| Julieta Zylberberg    | Helena Epstein             | Secundário  | Invitada    |
| Marina Bellati        | Melania "Mela" Rinaldi     | Secundário  | Secundário  |
| Leo Kreimer           | Zurdo                      | Antagonista |             |
| Carlos Belloso        | Livio Muzak                | Antagonista | Antagonista |
| Favio Posca           | Ronco Milevich             | Antagonista | Antagonista |
| Martín Bossi          | Patrón Carranza            | Antagonista |             |
| Fabián Gianola        | Dreyfus                    | Antagonista | Antagonista |
| Emilio Disi           | Américo                    | Convidado   |             |
| Tomás Fonzi           | Joaquín Ferragut           | Antagonista |             |
| Esteban Prol          | Pedro Rey                  | Antagonista |             |
| Connie Ansaldi        | Julia Paredes              | Convidada   |             |
| La Mona Jiménez       | El mismo                   | Convidado   |             |
| Paula Chaves          | Roxi                       | Convidada   |             |
| Emilia Attias         | Mía Horgensen              |             | Principal   |
| Marco Antonio Caponi  | Moro Hunter/Funes          |             | Antagonista |
| Brenda Asnicar        | Keira Beltrán              |             | Principal   |
| Christian Sancho      | Ramón                      |             | Principal   |
| Rodrigo Noya          | Bruno Epstein              |             | Secundário  |
| Darío Lopilato        | Francisco "Pancho" Dreyfus |             | Secundário  |
| Gimena Accardi        | Dolores Fuertes            |             | Convidada   |
| Juan Manuel Guilera   | Lucas Miller               |             | Principal   |
| Elías Viñoles         | Borja                      |             | Antagonista |
| Benjamín Amadeo       | Cristiano Dergian          |             | Convidado   |
| Celine Reymond        | Uma Bali                   |             | Antagonista |
| Chino Darín           | Marco Montacuarto          |             | Antagonista |
| Nicolás Scarpino      | Elvis Llano                |             | Antagonista |
| Macarena Paz          | Francesca Hagi             |             | Secundário  |

## Temporadas
| Temporada | Temporada | Nº de Episódios | Emissão                 | Emissão                |
| Temporada | Temporada | Nº de Episódios | Estréia                 | Final                  |
| --------- | --------- | --------------- | ----------------------- | ---------------------- |
|           | 1         | 190             | 7 de fevereiro de 2011  | 19 de dezembro de 2011 |
|           | 2         | 53              | 15 de fevereiro de 2012 | 11 de maio de 2012     |

## Audiência
A novela estreou com média de 28,1 pontos, sendo o programa mais visto do dia. Já o último capítulo marcou 21,7 pontos.
Já a segunda temporada estreou com um rating de 15,5 pontos. Com a audiência em queda, a novela mudou de horário a partir de 26 de março de 2012, deixando o horário nobre e sendo rebaixada para às 19:00.Como a mudança não surtiu o efeito esperado, a emissora apressou o fim da novela.

## Prêmios e indicações
| Ano  | Prêmio                       | Categoria             | Indicação             | Resultado |
| ---- | ---------------------------- | --------------------- | --------------------- | --------- |
| 2011 | Kids Choice Awards Argentina | Melhor ator           | Nicolas Cabré         | Indicado  |
| 2011 | Kids Choice Awards Argentina | Vilão favorito        | Favio Posca           | Venceu    |
| 2011 | Kids Choice Awards Argentina | Programa favorito     | Los Únicos            | Indicado  |
| 2011 | Prêmio Tato                  | Ficção diária         | Los Únicos            | Indicado  |
| 2011 | Prêmio Tato                  | Ator coadjuvante      | Carlos Belloso        | Indicado  |
| 2011 | Prêmio Martín Fierro         | Melhor telecomédia    | Los Únicos            | Venceu    |
| 2011 | Prêmio Martín Fierro         | Ator protagonista     | Nicolás Cabré         | Indicado  |
| 2011 | Prêmio Martín Fierro         | Atriz protagonista    | Griselda Siciliani    | Indicado  |
| 2011 | Prêmio Martín Fierro         | Ator coadjuvante      | Arnaldo André         | Indicado  |
| 2011 | Prêmio Martín Fierro         | Participação especial | Martín Bossi          | Indicado  |
| 2012 | Kids Choice Awards Argentina | Ator favorito         | Victorio D´Alessandro | Indicado  |
| 2012 | Kids Choice Awards Argentina | Revelação             | Chino Darín           | Indicado  |
| 2012 | Prêmio Tato                  | Revelação             | Chino Darín           | Indicado  |